# Купрей
Купрей (лат. Bos sauveli) — вид полорогих, который на сегодняшний день, возможно, является вымершим. Он был мало изучен, так как жил скрытно в тропических лесах Юго-Восточной Азии. Его родиной был треугольник между Камбоджей, Лаосом и Вьетнамом. У купрея были черты как гаура, так и бантенга, из-за чего его долгое время рассматривали как гибрид обоих видов. Существовали также теории, что купрей является одичавшей популяцией домашней коровы. Современная наука исходит из того, что генетическое сходство с бантенгом стало результатом естественной гибридизации в эпоху плейстоцена.

## Название
Слово купрей происходит из кхмерского языка и, фактически, состоит из двух слов — ку «корова» и прей «лес» буквально переводится как лесная корова, но в кхмерском письме нет разрыва между словами. Биномиальное название дано в честь французского ветеринара Рене Совеля, работавшего в Камбодже. Он владел рогами самца, которые привели к обнаружению и описанию этого вида.

## Внешний вид
По величине купрей находился между гауром и бантенгом, имея рост 170 – 190 см высоты в плечах и 680 – 910 кг веса. Шерсть самцов была тёмно-коричневая, а у самок и молодых особей — серая. У самцов был огромный свисающий клок шерсти на шее, почти достигавший земли. Рога самок достигали в длину 40 см, рога самцов — 80 см.

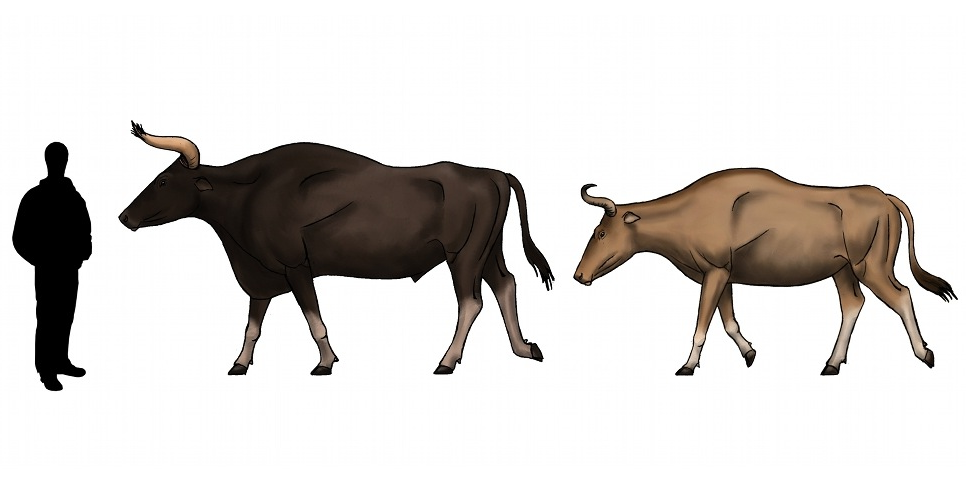
Самец и самка купрея по сравнению с человеком

## Купрей и человек
Документированы наблюдения купреев, датированные 1860 и 1933 годами. Первое научное описание было произведено в 1937 году, после того как в одной из камбоджийских провинций был пойман молодой самец. Эта особь была отправлена в Париж, где прожила в зоопарке до 1941 года. В 1938 году общая численность купреев оценивалась в 800 особей, в 1952 году — в 500 особей и лишь в 200 особей в 1964 году. Одну из них до конца 1960-х годов держал в парке своего дворца Нородом Сианук. В 1964 году зоологу по фамилии Уортон удалось поймать сразу пять взрослых купреев, из которых двое погибли, а троим удалось убежать. В 1983 году на таиландско-камбоджийской границе были обнаружены три экземпляра. Разработанный МСОП в 1988 году план по спасению этих животных не был осуществлён из-за политической ситуации в Индокитае. В данный момент учёные исходят из того, что этот вид с большой долей вероятности вымер.